# 피닉스 (2004년 영화)
《피닉스》(Flight Of The Phoenix)는 미국에서 제작된 존 무어 감독의 2004년 액션, 모험 영화이다. 데니스 퀘이드 등이 주연으로 출연하였고 알렉스 브럼 등이 제작에 참여하였다. 동명의 1965년 영화 피닉스의 리메이크 작품이자 1964년 소설 The Flight of the Phoenix에 기반을 두고 있다. 이 영화는 박스 오피스에서 실패했으며 전반적으로 복합적인 평가를 받았다. 1965년 영화와의 유사성 면에서 비판을 받았으며 연기, 감독, 시각 부문에서 찬사를 받았다.

## 출연

### 주연
- 데니스 퀘이드

### 조연
- 타이레스
- 지오바니 리비시
- 미란다 오토
- 토니 커렌
- 스틱키 핑가즈
- 제이콥 바가스
- 휴 로리
- 스콧 마이클 캠벨
- 커보크 말리키안
- 제러드 파달렉키
- 폴 디취필드
- 마틴 하인디
- 밥 브라운
- 안소니 웡
- 데릭 바튼
- 짐 로

## 기타
- 원작자: 루카스 헬러
- 원작자: 트레버 더들리 스미스
- 미술: 패트릭 럼브
- 의상: 조지 L. 리틀
- 배역: 데보라 아퀼라
- 배역: 사라 트레비스
- 배역: 메리 트리샤 우드